# Бунячине
Бу́нячине — село в Україні, у Новослобідській сільській громаді Конотопського району Сумської області. Населення становить 587 осіб. До 2017 орган місцевого самоврядування — Бунякинська сільська рада.

## Географія
Село Бунячине знаходиться за 5-ть км від правого берега річки Сейм. На відстані 1,5 км розташоване село Свобода. До села примикають лісові масиви (осика, дуб). Навколо села багато іригаційних каналів. Біля села велике озеро Седр. Поруч проходить залізниця, станція Шечкове за 4 км.

## Історія
Під час організованого радянською владою Голодомору 1932—1933 років померло щонайменше 10 жителів села.
12 червня 2020 року, відповідно до розпорядження Кабінету Міністрів України № 723-р «Про визначення адміністративних центрів та затвердження територій територіальних громад Сумської області», село увійшло до складу Новослобідської сільської громади.
19 липня 2020 року, в результаті адміністративно-територіальної реформи та ліквідації Путивльського району, увійшло до складу новоутвореного Конотопського району.
5 червня 2025 року Постановою Верховної Ради України № 4483-ІХ «Про перейменування окремих населених пунктів, назви яких містять символіку російської імперської політики або не відповідають стандартам державної мови» село Бунякине перейменовано на Бунячине. 18 червня 2025 року перейменування набуло чинності.

#### Російське вторгнення в Україну (з 2022)
Увечері 25 квітня 2022 року з боку російського селища Тьоткіно з важкого озброєння стріляли між селами Бунякине та Нова Слобода Конотопського району.
10 серпня 2024 року село знову зазнало ворожих російських атак. Як повідомили в Оперативному командуванні "Північ" зафіксовано 2 вибухи, ймовірно міномет 120 мм. 
11 серпня 2024 року село обстріляв агресор. Як повідомили в оперативному командуванні “Північ” зафіксовано 4 вибухи, ймовірно міномет 120 мм.     
26 серпня 2024 року російські загарбники продовжували обстрілювати прикордонні території Сумської області. Зокрема в селі зафіксовано 1 вибух, ймовірно КАБ.  

## Галерея

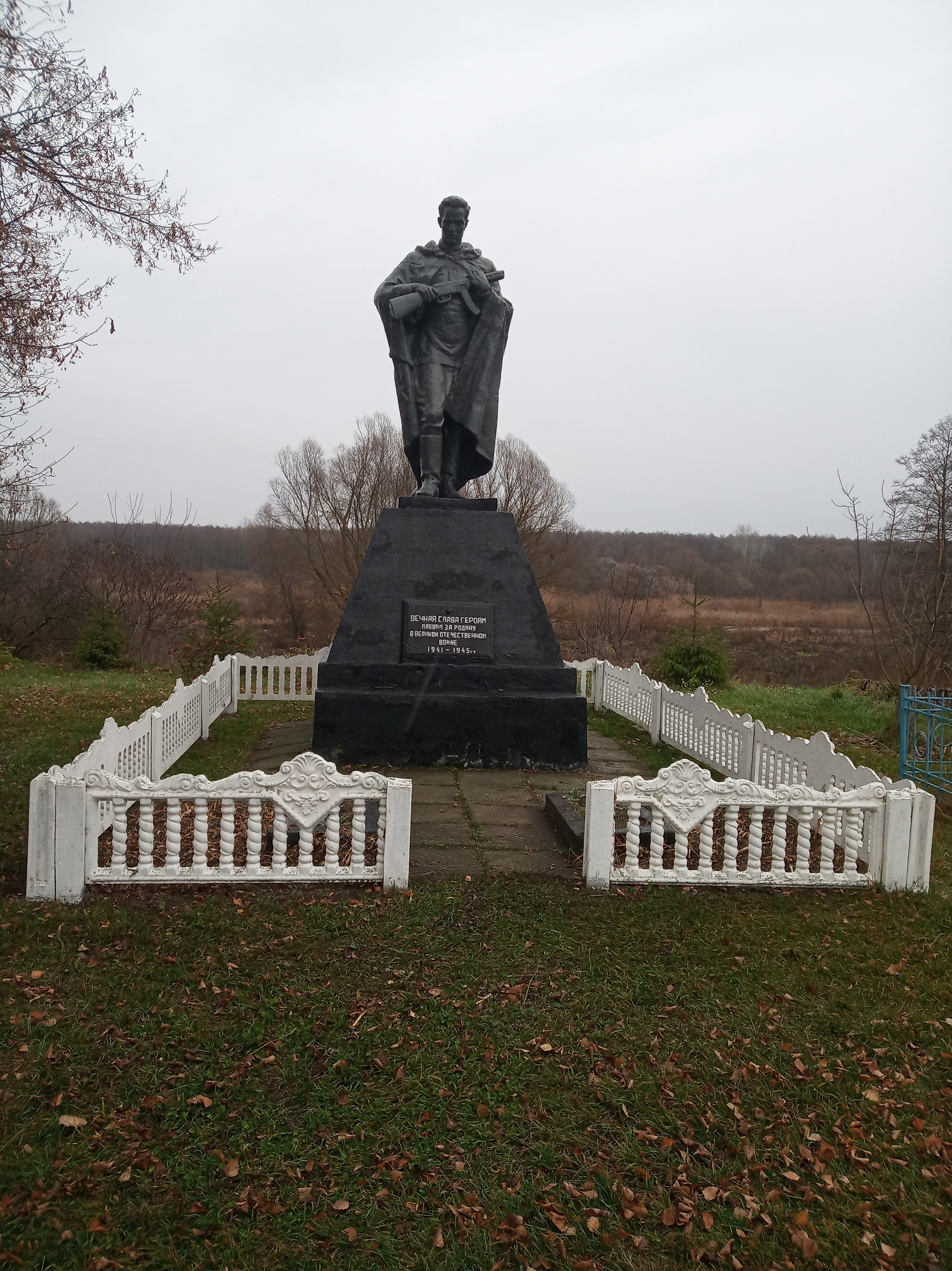
Братська могила радянських воїнів та могила І. П. Новосьолова — радянського воїна